# نادي جبال الألب السويسري

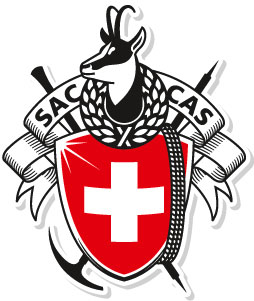
الشعار الرسمي للنادي الألبي السويسري.

النادي الألبي السويسري أو نادي جبال الألب السويسري ((بالإنجليزية: Swiss Alpine Club)‏، (بالفرنسية: Club Alpin Suisse)‏، (بالإيطالية: Club Alpino Svizzero)‏، (بالرومانشية: Club Alpin Svizzer)‏) هو أكبر نادي تسلق جبال في سويسرا. تأسس عام 1863 في أولتن ويتكون الآن من 111 فرع مع 110000 عضو (2006). ويتضمنون أعضاء الجمعية البريطانية للنادي الألبي السويسري.

## التاريخ
النادي الألبي السويسري كان أول نادي ألبي تأسس في قارة أوروبا بعد تأسيس النادي الألبي في لندن (1857). واحد من المؤسسين وأول رئيس للنادي كان د. ميلتشيور أورليتش، كان الأعضاء الآخرين هم غوتليب صامويل ستودر ود. سيملر. وقد عقد الاجتماع الافتتاحي في أولتن.
مع تزايد عدد المتسلقين، كان لا بد من اتخاذ بعض الخطوات لجعل تسلق الجبال أقل تعقيداً وإرهاقاً. حتى يتم بناء الأكواخ الجبلية، لم يكن هناك أي خيار للمتسلقين غير النوم في أعلى شاليهات أو في المعسكر تحت بعض الصخور المتدلية، وفي كلتا الحالتين، كان عليهم تجميع الحطب. ساهم النادي الألبي السويسري خلال السنوات الخمس والعشرين الأولى من تأسيسه في بناء ثمانية وثلاثين كوخاً. كان أقدمها كوخ غرنهورن على جبل تودي (1863)، ويليه كوخ تريفت، بالقرب من جبل داماستوك (1864). تم بناء كوخ ماترهورن في 1865، كوخ ماونتيت في 1871، كوخ ويسهورن في 1876، كوخ كونكورديا وكوخ بوفال في 1877.

### الخط الزمني
- 1863: تأسيس النادي الألبي السويسري، بعد تأسيس النادي الألبي (1857) والنادي الألبي النمساوي (1862)
- 1863: إنشاء أول كوخ جبلي: كوخ غرنهورن
- 1864: نشر أول مجلة والتي سيتم الإعلان عن اسمها لاحقاً، داي ألبن، ليس ألبيس
- 1900: النادي الألبي السويسري يتكون من 43 فرع و6000 عضو
- 1905: افتتاح المتحف الألبي السويسري في برن
- 1907: لا يسمح للنساء بالتسجيل في النادي
- 1963: يتألف النادي من 44500 عضو (رجال فقط)
- 1977: تأسيس المكتب الرئيسي للنادي في برن
- 1980: الاندماج مع النادي الألبي السويسري للنساء (والذي تأسس عام 1918) وصل العدد الكلي للأعضاء إلى 75600 عضو
- 1992: منح الجائزة الثقافية الأولى للنادي الألبي السويسري
- 1994: النادي الألبي السويسري يروج رسمياً لبطولة تسلق الجبال
- 1996: إلغاء اللجنة الرئيسية
- 2006: النادي الألبي السويسري يتلقى جائزة مايلستون للسياحة

## وصلات خارجية
- الصفحة الرسمية
- جمعية الأعضاء البريطانيين في النادي الألبي السويسري